# Beffroi de Mons
 (juin 2024).
Le beffroi de Mons est un bâtiment historique de la ville de Mons, en Belgique. Ce beffroi, classé depuis le 15 janvier 1936, relève du Patrimoine majeur de Wallonie et fait partie des beffrois de Belgique et de France reconnus en tant que patrimoine mondial de l'Humanité par l'Unesco depuis le 1er décembre 1999. Il est le seul de style baroque reconnu par l'UNESCO. Mesurant 87 mètres, il constitue le point culminant de la ville, construite sur une colline comme son nom l'indique.

## Histoire
C'est le Montois Louis Ledoux qui en fut l'architecte. Il en dirigea les travaux de 1662 à sa mort. Le travail fut poursuivi de 1667 à 1669 par l'ingénieur Vincent Anthony.
Rythmant la vie de la Ville, ce beffroi est une construction de prestige qui a également servi à des usages comme la lutte contre le feu ou, durant la Seconde Guerre mondiale, de point d'où se déclenchaient les alertes contre les bombardements.
Symbole de la ville de Mons et point de repère important, l’édifice a été construit à la suite de l’effondrement, pour cause de vétusté, de la « Tour à l’horloge » qui l’avait précédé. Pour des raisons de protection civile notamment, les autorités furent contraintes de reconstruire une nouvelle tour qui prit le style de l’époque. Lever du soleil, ouverture des portes, couvre-feux, heure de travail et de repos, alertes incendies, par le biais du guetteur, le beffroi rythme alors la vie quotidienne.
L’origine du site remonte au XIe siècle lorsque les comtes de Hainaut décidèrent d’y établir leur demeure au point le plus haut de la butte, offrant une place forte au carrefour de l’Europe. 
Le bâtiment a été récemment rénové pendant plus de 30 ans. Le bâtiment appartient à la Ville de Mons et connut dans les années1980' des chutes d'éléments en pierre et de nombreuses fuites dans ses toitures. La restauration récente se termina par l'établissement du centre d'interprétation par le biais d'un parcours muséal au cœur de la tour. Les travaux ont été financés par les Fonds européens, la région Wallonne, le commissariat général au Tourisme (CGT) et la Ville de Mons.
Fabuleux écrin, il abrite en son sein - depuis juillet 2015 - un centre d’interprétation dédié à son histoire et à sa reconnaissance en tant que patrimoine UNESCO. Par le biais de son ascenseur panoramique, possibilité de (re) découvrir  l'exceptionnel panorama visible à l’œil nu et via les "Fenêtres du Temps", quatre écrans multimédia.
Depuis 2014, le savoir-faire des carillonneurs a été reconnu par l'UNESCO en tant que Patrimoine immatériel de l'humanité. La magie des cloches et du carillon opère toute l'année, par le biais d'une visite à 47 mètres de haut, à hauteur de la cabine du carillonneur et des cloches (ouverture exceptionnelle de cet espace au moment des concerts du dimanche).
Chaque année, différentes animations sont organisées dans le jardin ou à l'intérieur du bâtiment : concerts, nocturnes, visites guidées, activités dans le jardin... voir site du Pôle muséal de la Ville de Mons : www.beffroi.mons.be ou page facebook.

## Caractéristiques
Le beffroi de Mons ne possède pas toutes les caractéristiques habituelles des beffrois, comme le fait de contenir une prison, des locaux abritant la Justice, etc. mais le Hainaut n'est pas une région de beffrois aussi caractérisée que la Flandre belge ou la Flandre française.
Il abrite un carillon de 49 cloches. Chaque quart d'heure, le son des cloches résonne dans la cité proposant une ritournelle ou pour sonner l'heure. Une horloge électronique enclenche un système électromécanique ancien qui joue les 4 airs folkloriques montois : El grosse cloque du catiau, La bière, Zandrine et le Canson du ropieur.
Le dimanche ou lors des festivités dans la ville (Joyeuse entrée, départ du célèbre combat de Saint-Georges contre le Dragon/Ducasse rituelle de Mons, concert de Noël, etc.), on peut entendre le son des cloches dans la cité du Doudou.
Depuis le jardin du beffroi, depuis l'espace muséal ou  du haut de l'édifice, on peut observer un paysage remarquable à 360 degrés. Par beau temps, on peut y voir les ascenseurs de Strépy-Thieu, la plaine de la Haine et les collines ou buttes témoins des bords de celle-ci, les terrils des anciens charbonnages du Levant de Mons à Bray (Binche), le terril de l'Héribus ou la localisation du champ de bataille de la Bataille de Mons, le Borinage.